# Ahmed Patel
Ahmedbhai Mohammedbhai Patel, mais conhecido como Ahmed Patel (Bharuch, 21 de agosto de 1949 – Gurgaon, 25 de novembro de 2020), foi um político indiano. Era membro do Parlamento pelo Congresso Nacional Indiano de 1977 a 1989 e de 1993 até sua morte.
Foi o secretário político da presidente do Congresso, Sonia Gandhi.
Patel nasceu em Bharuch, atual Guzerate. Estudou na Veer Narmad South Gujarat University. Patel morreu em um hospital de Gurgaon, Harianá, de falência de múltiplos órgãos causada pela COVID-19 em 25 de novembro de 2020, aos 71 anos.